# Rafał Zawierucha
Pour les articles homonymes, voir Zawierucha.
Rafał Zawierucha, né le 12 octobre 1986 à Cracovie (Pologne), est un acteur polonais de cinéma et de théâtre.

## Biographie
Zawierucha grandit à Kielce non loin des monts Sainte-Croix. Après ses études secondaires, il est diplômé de l'Académie de théâtre Aleksander Zelwerowicz à Varsovie. Il fait ses débuts en tant qu'acteur en 2009 dans plusieurs productions télévisuelles polonaises, avec plusieurs rôles récurrents. Ensuite, il tient des petits rôles dans des films polonais, dont le drame historique Insurrection (Miasto 44, 2014) sur l'insurrection de Varsovie. En 2019, Zawierucha se fait connaître d'un public plus large en étant Roman Polański dans le film Once Upon a Time...in Hollywood de Quentin Tarantino.

## Filmographie partielle

### Au cinéma
- 2011 : Wojna zensko-meska
- 2011 : Ksiestwo
- 2011 : Pokaz kotku, co masz w srodku
- 2013 : Ostatnie pietro
- 2014 : Wkreceni
- 2014 : Jack Strong
- 2014 : Insurrection (Miasto 44)
- 2014 : Obywatel
- 2014 : Bogowie
- 2014 : Dzien dobry, kocham cie!
- 2015 : Edinichka
- 2015 : Król zycia
- 2016 : 7 rzeczy, których nie wiecie o facetach
- 2016 : Bóg w Krakowie
- 2016 : Powidoki (Les Fleurs bleues)
- 2018 : Plan B
- 2019 : Once Upon a Time... in Hollywood : Roman Polanski
- 2019 : The Soviet Sleep Experiment
- 2020 : Zieja
- 2020 : Mistrz (en post-production)
- 2020 : Orzel. Ostatni patrol (en post-production)